# 韋列什基
48°55′16″N 27°44′41″E / 48.92111°N 27.74472°E
韋列什基（烏克蘭語：Верешки），是烏克蘭的村落，位於該國西南部文尼察州，由日梅林卡區負責管轄，面積0.21平方公里，海拔高度282米，2001年人口47，人口密度每平方公里229.27人。